# The Dinosaur Album - A Musical Adventure Through the Jurassic Age
The Dinosaur Album - A Musical Adventure Through the Jurassic Age è un album di Bill Mumy e Robert Haimer pubblicato nel 1993 non sotto il nome di Barnes & Barnes, ma sotto i loro veri nomi, sebbene le canzoni sono state accreditate sotto vari pseudonimi.

## Tracce

### Side 1
1. The Dinosaur Dance - 3:51 (sotto lo pseudonimo di "Rocky Stone")
2. Scaly Swamp Creatures - 2:53 (sotto lo pseudonimo di "The Scelidosaurus")
3. If Dinosaurs Were Here Today - 1:53 (sotto lo pseudonimo di "The Bore Brothers")
4. Ugga Bugga - 4:16 (sotto lo pseudonimo di "Bronto Brooce")
5. I'm a Pterodactyl - 2:04 (sotto lo pseudonimo di "Pterodactyl Terry")
6. I Was a Dinosaur - 3:08 (sotto lo pseudonimo di "Grandpa Albert")
7. Hunting for Meals In All the Wrong Places - 2:18 (sotto lo pseudonimo di "The Brachiosaurus")

### Side 2
1. Watch Out - 3:41 (sotto lo pseudonimo di "The Nervous Nanosaurus")
2. Who Will Be King Dinosaur? - 2:43 (sotto lo pseudonimo di "The Dinosaur Convention")
3. Big Hairy Caveman - 2:51 (sotto lo pseudonimo di "Harry the Caveman")
4. They're All Gone - 3:24 (sotto lo pseudonimo di "The Fossil Family")
5. The Changes Are Coming Still - 3:14 (sotto lo pseudonimo di "The Ultrasaurus")
6. Sweet Dinosaur of Mine - 3:23 (sotto lo pseudonimo di "Daddy Drypto")